# Парацентеза
Парацентеза или ретко  перитонеоцентеза (од грч. речи παρα - „кроз” и κεντεω -„шака”)  минимално је инвазивни медицинско-хируршки метода која се састоји у перфорацији посебним инструментом у облику копља (ланцетом) или оштром цеви (трокаром) органских шупљина  испуњених патолошким ексудатом или трансудатом (асцитес, течност, гној, крв).
Изводи се у дијагностичке или терапеутске сврхе, а ако се изводи иглом, зове се пункција или центеза.
Термин не означава само спољашњу евакуацију патолошког саддржаја који се накупи у перитонеалној шупљини  (на пример као резултат асцитеса декомпензоване цирозе јетре, што је врло честа појава у клиничкој пракси), већ и процедуру коју спроводи офталмолог на очној јабучици (окулоцентеза) или оториноларинголога на бубној опни (отоцентеза).   

## Индикације
Ова медицинска процедура се користи за:
- Смањење абдоминалног притиска изазваног накупљањем течности у трбушној дупљи ( асцитесом)
- Дијагностиковање спонтаних бактеријских перитонитиса и других инфекција  (нпр  абдоминалне туберкулозе).
- Дијагноза метастатског карцинома
- Дијагноза присуства крви у перитонеалној шупљини након трауме
- Пункцију бубне опне (миринготомија) да би се, на пример, добио узорак гноја или секрета из средњег ува
- Смањење интраокуларног притиска у случају оклузије централне ретиналне артерије (окулоцентеза) и било какве хифеме у предњој очној комори, у случају да се крв не апсорбује у року од неколико недеља.

## Контраиндикације

### Апсолутне контраиндикације
Код хематолошких абнормалности  које повећавају ризик од крварења апсолутне контраиндикације су:
- протромбинско време >21 секунду

- међународни нормализовани однос >1,6

- број тромбоцита <50.000 по кубном милиметру.

Апсолутна контраиндикација је акутни абдомен који захтева операцију.

### Релативне контраиндикације
- Трудноћа
- Продужена мокраћна бешика
- Целулитис абдоминалног зида
- Проширено црево
- Интраабдоминалне адхезије.

## Врсте парацентезе

### Терапијска парацентеза у лечењу асцита
Терапијска парацентеза трбуха (коју неки назвају абдоминалном славином) једна је могућност у лечењу асцита. Парацентеза се ради када особа има отечен трбух, бол или проблеме са дисањем због превише  накупљене течности у трбуху (асцитеса),које нНормално, има мало или нимало у трбуху. Уклањање течности помаже у ублажавању ових симптома., а њена анализа помаже у дијагнози узрока асцитеса.
Пункција се изводи са пацијентом у полулежећем положају на леђима иглом (пречника 0,7-0,9 mm и дужине ≥40 mm) са пластичном канилом. Важе правила асепсе. Најбоље место за пункцију је тачка која лежи на 1/3 удаљености између предње горње илијачне кичме и пупка, на левој страни (што одговара Мeк Бурнијевој тачки на десној страни трбуха, која се налази између предње горње илијачне спине и пупка). Такође се користи и пункција на средњој трбушној  линије око 2 до 3 cm испод пупка.
Одстрањење садржаја од 4 L/на дан сигурно је једино ако се истовремено примењује интравенска инфузија раствора албумина са ниском концентрацијом натријум хлорида (око 40 g по парацентези) како би се спречило исцрпљење интраваскуларног волумена. Чак и једна тотална парацентеза може бити сигурна.
Терапијска парацентеза скраћује временско трајање болничког лечења, уз релативно низак ризик од електролитског дисбаланса или бубрежне инсуфицијенције. Ипак такви болесници захтевају трајну диуретску терапију јер су склонији накупљању течности у бубрезима од оних који нису лечени парацентезом.

### Тимпанична парацентеза
Тимпанична парацентеза или отоцентеза изводи се тако што се иглом направи рез пуне дебљине на нивоу задњег-доњег квадранта бубне опне, што омогућава приступ до евентуалног ексудата, трансудата или гнојне колекције у шупљини средњег ува. 
Овај поступак је веома опасан и деликатан и мора бити резервисан само за специјалисте оториноларингологије. 
Изводи се под микроскопском контролом, код деце у општој анестезији, а код одраслих у локалној анестезији. Поступак који траје неколико минута, може изазвати бол који се касније може лако контролисати терапијом за ублажавање болова. 
Након парацентезе бубне опне контраиндиковано је квашење ува у наредна 24 сата, како би се избегла могућа инфекција средњег ува.

## Нежељена дејства
- нелагодност или бол на месту где је убачена игла или катетер,
- вртоглавица, посебно ако се уклони много течности.
- инфекција,
- пункција црева, бешике или крвних судова када се игла грешком убаци у шупљину ових органа,
- низак крвни притисак или шок,
- инсуфицијенција бубрега.

## Компликације
Познато је да је парацентеза безбедна процедура када је асцитична течност лако видљива, тако да су компликације обично ретке. Могуће компликације након или током процедуре укључују инфекцију, крварење, цурење асцитичне течности или перфорацију црева. Од ових компликација  најозбиљанија је крварење унутар перитонеалне шупљине.